# Thijl (opera)

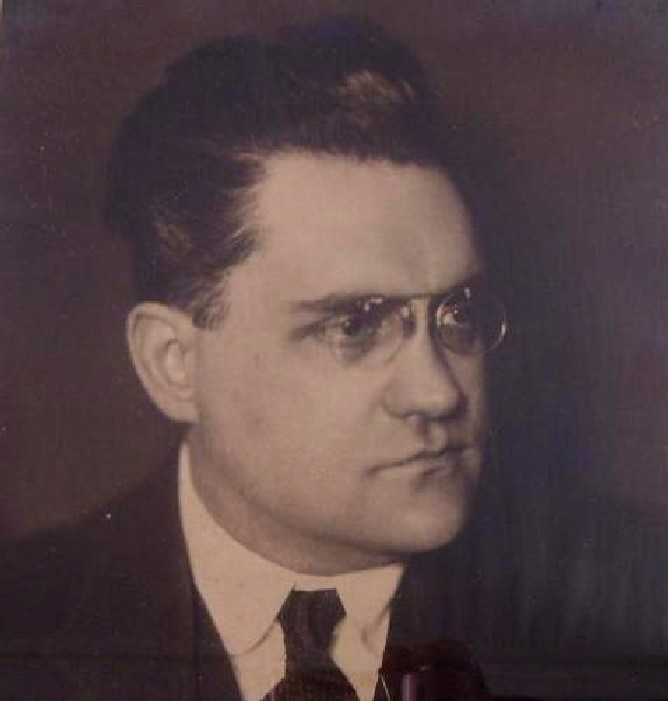
Componist Jan van Gilse

Thijl is een Nederlandstalige opera, een 'dramatische legende' in drie bedrijven met een proloog en een epiloog, gecomponeerd in 1938-1940 door de Nederlandse componist Jan van Gilse (1881-1944).
Het libretto is geschreven door Hendrik Lindt (1905-1985), naar De heldhaftige, vrolijke en roemrijke daden van Uilenspiegel en Lamme Goedzak in Vlaanderland en elders van Charles De Coster, een 19e-eeuwse adaptatie van het middeleeuwse Tijl Uilenspiegel-verhaal, verplaatst naar de context van de Tachtigjarige Oorlog. Daarin is Tijl niet alleen een potsenmaker die de mensen vermaakt met grappen en grollen, maar vooral een vrijheidsheld die opkomt tegen de Spaanse overheersers. Van Gilse veranderde de naam Tijl in Thijl omdat "dat visuele beeld hem dichter bij de hoofdfiguur bracht".
Van Gilse zag parallellen met de moderne tijd. Toen Thijl op 29 november 1940 voltooid werd, was Nederland al ruim een half jaar verwikkeld in de Duitse bezetting. Hij droeg de opera op aan ‘de strijders voor recht en vrijheid’. Kort voor zijn overlijden in 1944 liet hij daaraan toevoegen: 'en aan mijn jongens die voor dit recht hun leven lieten' (zijn zoons Mik en Janric die als verzetsstrijders om het leven kwamen).
De doorgecomponeerde opera heeft een grootschalige bezetting en is in een laatromantisch muzikaal idioom gecomponeerd, met gebruikmaking van oud-Nederlandse volksliederen en citaten uit Gregoriaanse muziek. De stijl is 'post-mahleriaans' genoemd en vergeleken met die van Reger, Schreker, Zemlinsky  en Strauss.

## Synopsis
Proloog
Van twee kinderen wordt de geboorte bekendgemaakt door Katelijne en 'De Uil' met een voorspelling over hun toekomst. Phillipus zal koning van Spanje worden en onheil brengen, Thijl, een kind van 'oermoeder zon', zal uitgroeien tot de ziel van Vlaanderland. 
1e bedrijf
De Tachtigjarige Oorlog is begonnen. Op de markt in het Vlaamse stadje Damme zingt Thijl een spotlied over twee vechtende snoeken, waarmee hij doelt op de meedogenloze koning Philippus van Spanje en de paus van Rome. De visverkoper Judocus probeert Nele, Thijls geliefde, tegen hem op te zetten door te suggereren dat Thijl is meegegaan met een schone dame uit Dudzele. Nele zingt "Bedroefde herteken, wat moet ghij lijden", maar als Thijl terugkomt betuigen ze elkaar hun trouw. Judocus verraadt Thijl wegens zijn spotlied aan de Spaanse vijand, maar hij weet te ontsnappen aan de 'serjanten' die hem komen arresteren. Daarna wordt zijn vader Klaas de Kolendrager gearresteerd en op de brandstapel ter dood gebracht. Klaas' vrouw Soetkin en Nele blijven rouwend achter. 
2e bedrijf
De 'balladenzanger' zingt een droevig lied. Thijl komt terug, wil zijn vader wreken en gaat in het verzet, omdat daden meer uithalen dan de woorden van een potsenmaker. Hij wil de Spaanse bezetters verjagen, Vlaanderen roem bezorgen en godsdienstvrijheid brengen voor iedereen. Met zijn makker Lamme Goedzak raakt hij in een kroeg in gevecht met verraders en collaborateurs. Thijl en zijn aanhangers winnen die strijd en trekken onder het zingen van het krijgshaftige geuzenlied "Slaat op den trommele, diredomdeine" verder om de stad Gorkum te bevrijden.
3e bedrijf
Als dat gelukt is sluit Thijl zich aan bij geuzenleider Lumey. Hij levert hem de verrader Judocus uit, die door Lumey veroordeeld wordt tot de galg. Lumey wil ook de monniken die Thijl als krijgsgevangenen heeft meegenomen, laten ophangen omdat hij een afkeer heeft van hun katholicisme en hen beschouwt als moordenaars. Thijl, voorvechter van de godsdienstvrijheid, verzet zich daar fel tegen met de herhaalde kreet "Soldatenwoord is gulden woord", omdat hij zijn woord gegeven heeft om hen in leven te laten. Lumey kent geen genade en gelast ook de ophanging van Thijl om zijn principiële halsstarrigheid. Dan komt Nele tussenbeide, die naar Gorkum is gesneld om haar geliefde terug naar Vlaanderen te halen. Ze overtuigt Lumey ervan dat hij hem moet sparen. Toch valt Thijl plotseling dood neer. Het volk is hevig ontzet en ziet alle hoop vervlogen. De Treurmuziek bij den dood van Uilenspiegel die dan klinkt, is het enige onderdeel van de opera dat als zelfstandig orkestwerk weleens wordt uitgevoerd.
Epiloog
Nele blijft treuren bij het lijk. Zij herhaalt de klaagzang "Bedroefde herteken, wat moet ghij lijden" op omfloerste toon, een van de muzikale hoogtepunten van de opera. De volgende ochtend verschijnt de grafdelver, maar opeens komt Thijl weer tot leven. Hij roept zichzelf uit tot de ziel van Vlaanderland. "Slapen kan Vlaanderen, sterven kan het niet. Zo zal Thijl ook lente na lente zien en leven - omdat Vrijheid eeuwig leeft".

## Rolverdeling
| Rol                                                                      | Stemtype                  |
| ------------------------------------------------------------------------ | ------------------------- |
| Philippus II, Koning van Spanje                                          | spreekrol                 |
| Willem Lumey, Graaf van de Mark, geuzenaanvoerder                        | bas                       |
| Thijl, 'genaamd Uilenspiegel'                                            | bariton                   |
| Lamme Goedzak                                                            | bas                       |
| De Balladenzanger, Lammes alter ego                                      | bas                       |
| Klaas de Kolendrager, Thijls vader                                       | bas                       |
| Judocus de viskoper                                                      | tenor                     |
| Bie, meester-beenhouwer                                                  | bas                       |
| De Schout van Stavenisse                                                 | bas                       |
| De Koster van Stavenisse                                                 | tenor                     |
| De beul van Lumey                                                        | bas                       |
| Eerste monnik                                                            | bas                       |
| Een jonge man                                                            | tenor                     |
| Eerste marskramer                                                        | bas                       |
| Tweede markramer                                                         | bas                       |
| Eerste pluimveeboer                                                      | tenor                     |
| Tweede pluimveeboer                                                      | bas                       |
| Een kloosterling                                                         | bas                       |
| Een oud heertje                                                          | tenor                     |
| Eerste burger                                                            | bas                       |
| Tweede burger                                                            | bas                       |
| Derde burger                                                             | tenor                     |
| De aanvoerder der Serjanten                                              | tenor                     |
| Eerste soldaat van Oranje                                                | tenor                     |
| Tweede soldaat van Oranje                                                | bas                       |
| Soetkin, Thijls moeder                                                   | sopraan                   |
| De waanzinnige Katelijne, Neles moeder                                   | spreekrol                 |
| Nele                                                                     | sopraan                   |
| De Schone Dame van Dudzeele                                              | sopraan                   |
| Stevenijne, waardin van de herberg 'In den Regenboog'                    | alt                       |
| Gilline, deerne in de herberg                                            | sopraan                   |
| Gena, deerne in de herberg                                               | sopraan                   |
| Greta, deerne in de herberg                                              | sopraan                   |
| Margot, deerne in de herberg                                             | alt                       |
| Mariëtta, deerne in de herberg                                           | alt                       |
| Eerste koopvrouw                                                         | sopraan                   |
| Tweede koopvrouw                                                         | sopraan                   |
| Een visvrouw                                                             | sopraan                   |
| Een boerin                                                               | sopraan of alt            |
| De Uil                                                                   | spreekrol                 |
| Twee vrouwenstemmen in het orkest                                        | sopraan                   |
| Vier Kortrijkse stadsserjanten                                           | twee tenoren, twee bassen |
| Zes beenhouwers                                                          | bassen                    |
| Zes monniken                                                             | bassen                    |
| Koor: mannen, vrouwen en kinderen uit het volk, geuzen en landsknechten. |                           |

## Uit- en opvoeringen
- Van Gilse heeft Thijl nooit zelf kunnen zien. Van de Duitse bezetters, tegen wie hij zich fel gekeerd had, mocht zijn werk niet gespeeld worden en een opvoering was ondenkbaar.
- In de eerste naoorlogse jaren werd, onder meer door Karel Mengelberg, vergeefs geprobeerd de opera te laten opvoeren.
- Pas op 21 september 1976 werd de opera voor het eerst (concertant) uitgevoerd. Dit was een radio-uitzending van de proloog en de eerste twee aktes door de AVRO. Anton Kersjes dirigeerde het Amsterdams Philharmonisch Orkest en het Groot Omroepkoor. De titelrol werd gezongen door John Bröcheler.
- Op 5 juni 1980 was de scenische wereldpremière in het Holland Festival door de Nederlandse Operastichting in het Scheveningse Circustheater met grotendeels dezelfde uitvoerenden, onder wie Anton Kersjes en John Bröcheler, maar met het Nederlands Operakoor.[5] De regisseur was Gilbert Deflo.
- Het Utrechtsch Studenten Concert bracht op 30 juni 2018 de première van de tweede enscenering bij het Nationaal Militair Museum op het terrein van de voormalige vliegbasis Soesterberg, onder regie van Wim Trompert en met Bas Pollard als muzikaal leider. Anthony Heidweiller zong de titelrol.[6] Deze productie is genomineerd voor de International Opera Awards 2019 in de categorie Rediscovered Works[7].

1. ↑  Over de ontstaansgeschiedenis: Hans van Dijk, Jan van Gilse. Strijder en idealist. Uitg. Frits Knuf, Buren, 1988. Hoofdstuk VIII 'Vive le Geus' is nu de leus, p. 253-282.
2. ↑  Hendrik Lindt was eerder de librettist van de kameropera Amorys van Nico Richter. Over zijn andere activiteiten zie deze link, pagina 50-51
3. ↑  Oorspronkelijke Franse titel: La légende et les aventures héroiques, joyeuses et glorieuses d'Ulenspiegel et de Lamme Goedzak au pays de Flandres et ailleurs (1887). Van Gilse en Lindt baseerden zich op de Nederlandse vertaling door René Declercq.
4. ↑  Nederlandse opera's in de 20e eeuw. operanederland.nl. Geraadpleegd op 11 juni 2018.
5. ↑  Thijl, Holland Festival 1980, op YouTube
6. ↑  Programmaboek Thijl, Stichting LustrumOpera, Utrecht, 2018.
7. ↑  International Opera Awards, Nominees 2019